# Ambalanjanakomby
Ambalanjanakomby est une commune urbaine malgache située dans la partie nord de la région de Betsiboka.